# Волжская сельдь
Волжская сельдь, или волжская многотычинковая сельдь (лат. Alosa volgensis) — вид лучепёрых рыб из семейства сельдевых.
В одних источниках рассматривается как подвид Alosa kessleri и носит название Alosa kessleri volgensis, в других — как самостоятельный вид Alosa_volgensis.

## Описание

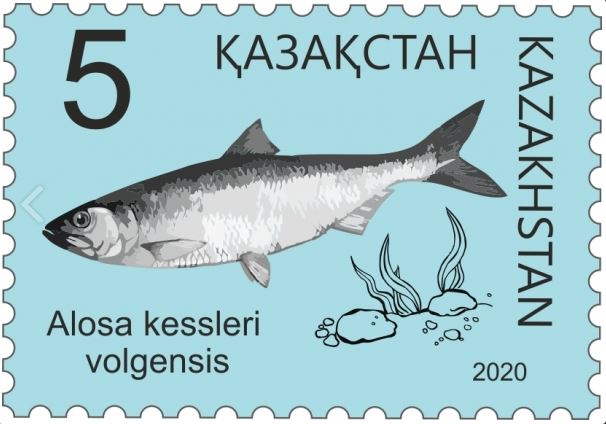
Волжская сельдь на почтовой марке Казахстана

Тело удлинённое, сельдеобразной формы, не сжато с боков, низкое. Зубы хорошо развиты на обеих челюстях. На первой жаберной дуге обычно 110—130 жаберных тычинок, но никогда не меньше 90. Жаберные тычинки тонкие и длинные; цельные (не обломанные). Их длина превышает длину жаберных лепестков.
Достигает в благоприятных условиях длины 40 см и веса 600 г.

## Биология
Проходная рыба, распространена в бассейне Каспийского моря.
Питается в море ракообразными и мелкой рыбой.
Половой зрелости достигает на третьем-пятом году жизни. Нерестится два-три раза в жизни, для нереста заходит в Волгу, Урал и Терек. Плодовитость рыбы — около 130 тысяч икринок. Продолжительность жизни около 6—7 лет.
Вид занесён в Красную книгу России.